# San Benedetto Val di Sambro
San Benedetto Val di Sambro är en ort och kommun i storstadsregionen Bologna, innan 2015 i provinsen Bologna, i regionen Emilia-Romagna i Italien. Kommunen hade 4 159 invånare (2018).